# Norsk Musikforlag
Norsk Musikforlag is een Noorse muziekuitgeverij.

## Geschiedenis
Norsk Musikforlag werd opgericht op 1 januari 1909 door de firma Brødrene Hals (ook pianobouwer en muziekhandel) uit Oslo en Edition Wilhelm Hansen uit Kopenhagen. Samen kochten zij ook het Noorse bedrijf Warmuth Musikforlag, die naast een muziekhandel en muziekbibliotheek ook een concertagentuur had. In 1925 breidde het bedrijf uit door een overname van Oluf By's Musikforlag en in 1975 volgde een overname van de Norsk Notestikk og Forlag.

## Werkterrein
Norsk Musikforlag is de voornaamste Scandinavische muziekuitgeverij, die een catalogus van ongeveer 20.000 titels op zijn naam heeft staan, waaronder eigen uitgaven alsmede heruitgaven van derden. Naast werken van diverse Scandinavische componisten worden de laatste tijd ook steeds vaker buitenlandse, internationaal bekende componisten in de catalogus opgenomen. Ook geeft het bedrijf studieboeken en educatief materiaal op muziekgebied uit. Het bedrijf is gevestigd in Oslo.